# Piojos y piojitos
Piojos y piojitos é o segundo disco infantil gravado por alunos da escola argentina "El jardín de la esquina" e pela cantora Mariana Cincunegui.
O álbum, lançado em 1991, teve produção de Fito Páez e Daniel Grinbank.
O álbum foi um sucesso de vendas, e recebeu críticas positivas.

## Faixas
01.Piojos y piojitos - 2:14

02.Samba Lee - 1:28

03.Miranda la lechuza - 0:51

04.La mentirosa - 2:39

05.La canción del clic - 1:40

06.Ay bruja, bruja, brujita, brujita (Letra de Fito Páez) - 3:53

07.La fábrica de nubes - 2:22

08.Popurrí - 2:17

09.El calipso - 1:45

10.Hulla hulla - 2:53

11.Milonga de los ratones marrones - 1:18

12.La brujita tapita - 1:12

13.El tren de las 5 de la tarde - 1:51

14.El jardín de la esquina - 2:05

15.El Oso (Part. Especial: Fito Páez) - 4:46